# Издаја (ТВ серија)
Издаја (шп. La traición) колумбијско-америчка је теленовела, продукцијске куће Телемундо, снимана током 2007. и 2008.
У Србији је емитована 2009. на телевизији Пинк.

## Синопсис
Ова прича се одвија крајем 1800. године, у времену урамљеном лажним моралима и изгледима, када су се од других пристрасно скривале тајне, а многе ствари радиле кришом.
Уго де Медина је атрактиван, културан и образован човек, озбиљног погледа, дубоког гласа и веома сигуран у самог себе. Успешан је како са послом, тако и са женама. Чини се да је неизлечив заводник који заводи жене како би их остављао чим му досаде. Његов живот је жеља свих мушкараца из окружења, па чак и његовог брата близанца Алсидеса, који нема успеха, а ни богатства какво Уго има. Он пред другима крије своју лошу страну, завидан је и амбициозан, спреман је на све како би се бар у нечему показао вреднијим од свог брата.
Угов живот се драстично мења када упозна Соледад де Обрегон, младу и лепу жену, чврстог карактера и смелог понашања за то време. Она је жена која се не предаје ни пред ким, за њу је на првом месту права љубав и обавеза према вољеној особи. Уго се у њу безусловно заљубљује, његова осећања су толико јака да је спреман да јој открије своју највећу тајну коју је поделио само са својим верним слугом Борисом. Открива јој да пати од каталепсије, болести која га у тренутку напада начини као мртвим, болести захваљујући којој је његов отац преминуо под најтежим околностима - жив сахрањен.
Соледад и Уго проживљавају раскошну и лепу љубавну причу, но мораће се борити против свега и свачега како би је одржали. Соледадини родитељи се опиру њиховој вези, за своју ћерку си одабрали другог човека - Алсидеса, Уговог брата који жели Соледад крај себе.
Док припремају своје венчање, Соледад сазнаје да је трудна, но одлучује да ту вест подели са осталима након обављања венчања. Међутим, церемонија бива отказана јер Уго добија напад каталепсије изазван од стране Алсидеса, и за време Борисовог одсуства сви су уверени да је мртав те га живог сахрањују.
Након Хугове наводне смрти, Соледад пада у тешку депресију. Алсидес користи прилику и нуди се њеним родитељима да је ожени како би породица избегла срам који би проузроковало ванбрачно дете. Соледад је приморана на брак у коме проживљава тешке тренутке. Алсидес зна да Соледад воли Уга иако је наводно мртав, те га обузима бес и често малтретира своју супругу,
Међутим, Уго није преминуо, спашен је од стране супружника Бурке, двоје такозваних лешинара који преживљавају живот бавећи се крађом лешева за потребе истраживачких експеримената мистериозног Доктора Макса.
Уга погађа сазнање да се жена која му се заклињала на вечну љубав удала за другога убрзо након проглашења његове смрти. Обузима га бес и одлучује се осветити и њој и свима који су били узрок те велике издаје. Враћа се у град где се представља као Алсидес и након дугих расплета, осваја љубав Соледад, овај пут представљајући се као Алсидес. Али управо када сазнаје да га Соледад никад није издала и да је све то била окрутна замка судбине, те да је кћерка коју је родила Соледад заправо његова, Уго се горко покаје што није веровао у Соледад и одлучи да јој каже истину. Међутим, у том трену се појављује Алсидес, психички и физички далеко јачи него раније због окрутног војног тренинга, те неизмерно богат захваљујући пронађеном скривеном благу. Тада права борба за љубав почиње, а управо тада у град долази и доктор Данијел Фон Ширак, који се заљубљује у Соледад, чију кћерку жели излечити од каталепсије коју је наследила од оца.
Осим окрутних замки судбине, на путу ка Уговој и Соледадиној срећи ће се испречити многи људи. У овој серији срећемо различите типове негативаца. Неки од њих су отворено лоши попут богатог и угледног, али веома насилног и бескрупулозног Артура де Линареса, те огорченог Алсидеса, али далеко су опаснији они који се свакоме представљају као пријатељи и претварају се, попут Елоисе, њене тетке Ребеке и пропалог новинара Франсиска де Моралеса, као и они који су нестабилне личности склоне да превагну на лошу страну, попут Марине, или негативци који су само опасни и погубни у одређеном аспекту попут доктора Макса. Ту имамо и неутралне ликове попут Херкулеса који нешто више нагиње ка лошој страни у почетку и Марго која је такође неутрални лик, али више нагиње ка добру.

## Улоге
| Глумац:                    | Улога: |
| -------------------------- | --- |
| Дана Гарсија               | Соледад де Обрегон, главна јунакиња                                                                       |
| Марио Симаро               | Уго де Медина, главни јунак Алсидес де Медина, Угов брат близанац, главни негативац                       |
| Хари Гејтнер               | Франсиско Моралес, заљубљен у Елоису, бескрупулозни пропали новинар који се претвара да је геј, негативац |
| Вирна Флорес               | Елоиса Ренан, окрутна млада девојка која је због новца спремна на све, негативац                          |
| Моника Франко              | Ребека Монтенегро, Елоисина тетка, негативац                                                              |
| Сесар Мора                 | Гиљермо Бурке, трапави и добродушни ситни криминалац, пореклом из енглеске лордовске породице, духовит    |
| Викторија Гонгора          | Елена Бурке, Гиљермова жена и саучесница, такође духовита и шаљивог духа                                  |
| Росана Фернандез Малдонадо | Беатриз де Линарес, Артурова сестра, болесно опседнута Угом, негативац                                    |
| Луз Естеља Луенгас         | Естер де Обрегон, Соледадина мајка, уображена дама, али у суштини добра особа                             |
| Херман Рохас               | Лукас де Обрегон, Соледадин отац                                                                          |
| Флавио Пениче              | Борис, Угов слуга и друг из детињства, одан и поштен                                                      |
| Исмаел де ла Роса          | Данијел Ван Ширак, доктор за каталепсију, заљубљен у Соледад                                              |
| Мишел Вијет                | Мишел, богаташица енглеског порекла са севера Колумбије                                                   |
| Наталија Гиралдо           | Антонија, Соледадина тетка, оштроумна и строга особа, екстремна хришћанка                                 |
| Индира Серано              | Урсула, Соледадина служавка, одана и добродушна особа                                                     |
| Лилијана Залазар           | Марина, Борисова супруга, негативац                                                                       |
| Серхио Гонзалез            | Доктор Макс, опседнути научник, негативац                                                                 |
| Тиберио Круз               | Херкулес, негативац, постаје добар након што се заљуби у Марго                                            |
| Салвадор дел Солар         | Артуро де Линарес, бездушни и психотични градски богаташ, негативац                                       |
| Пауло Кеведо               | Владимир, ратни ветеран и архитекта, убијен од банде плаћених убица                                       |
| Хулио Медина               | Херемијас Монтенегро, Лукасов најбољи друг, мултимилијардер, убијен од стране супруге Ребеке              |
| Хосе Луис Боркес           | Армандо де Медина, Угов и Алсидесов отац, грешком сахрањен жив                                            |
| Танја Фалкес               | Анабел Санчес де Медина, Угова и Алсидесова мајка, полудела и погинула након смрти мужа                   |